# 池麩町
池麩町（いけふちょう）は、愛知県津島市の地名。丁番を持たない単独町名である。

## 地理
津島市西部に位置する。東は弥生町、西は本町、南は今市場町、北は天王通りに接する。

## 歴史

### 地名の由来
池之堂町と麩屋町を合わせた合成地名。

### 沿革
- 1953年（昭和28年） - 津島市大字津島の一部により、同市池麩町として成立[1]。

## 世帯数と人口
2018年（平成30年）1月1日現在の世帯数と人口は以下の通りである。
| 町丁   | 世帯数 | 人口 |
| ------ | ------ | ---- |
| 池麩町 | 27世帯 | 66人 |

### 人口の変遷
国勢調査による人口の推移
| 1995年（平成7年）  | 128人 | [ 8 ]  |  |
| 2000年（平成12年） | 74人  | [ 9 ]  |  |
| 2005年（平成17年） | 67人  | [ 10 ] |  |
| 2010年（平成22年） | 64人  | [ 11 ] |  |
| 2015年（平成27年） | 49人  | [ 12 ] |  |

## 学区
市立小・中学校に通う場合、学区は以下の通りとなる。また、公立高等学校に通う場合の学区は以下の通りとなる。
| 番・番地等 | 小学校           | 中学校             | 高等学校 |
| ---------- | ---------------- | ------------------ | -------- |
| 全域       | 津島市立北小学校 | 津島市立藤浪中学校 | 尾張学区 |

## 施設
- 浄土宗西山禅林寺派宝泉寺[6]北緯35度10分39.4秒 東経136度43分35.1秒 / 北緯35.177611度 東経136.726417度
- 曹洞宗地蔵寺[6]
- 法華宗本蓮寺[6]北緯35度10分40.3秒 東経136度43分33秒 / 北緯35.177861度 東経136.72583度

## 史蹟
- 津島市指定文化財 - 麩屋町山車・池町山車[6]

## その他

### 日本郵便
- 郵便番号 : 496-0806[4]（集配局：津島郵便局[15]）。